# Сахарово (Тверь)
Сахарово — бывший посёлок, являющийся микрорайоном города Твери. Расположен в 11 километрах к северо-востоку от центра города. Граничит с Калининским районом (Аввакумовское сельское поселение).

## История
Первые упоминания о Сахарове встречаются в материалах Генерального межевания. В конце XVIII в. сельцо Сахарово и деревня Андреевская с пустошами принадлежала И. И. Вердеревскому. Располагалось сельцо на левой стороне ручья Андреевского,
в нем дом господский деревянный, деревня на правой стороне того же ручья. Число дворов — 12, по ревизии душ мужского пола 86, женского пола — 99, под селениями — 3 десятины. Пашни — 91 десятина, лесу — 178 десятин, неудобных мест — 1 дес. 1901 саж. Всего — 273 дес. 1901 саж.
В начале XIX века усадьба перешла во владение семьи Ромейко-Гурко. В 1820—1830 годах был разбит пейзажный («аглицкий») парк. Тогда же возведен двухэтажный деревянный главный дом с портиком (сгорел в 1964 году).
Посёлок входил в состав территории Заволжского района Твери. В 1974 году Сахаровский поселковый Совет Калининского района передан в подчинение Заволжскому районному Совету народных депутатов города Калинина, а в 2004 году посёлок городского типа Сахарово исключен из перечня населенных пунктов Тверской области, тем самым став неотъемлемой частью города Твери.
В границах посёлка находятся Тверская сельскохозяйственная академия и сельскохозяйственные предприятия. Рядом с границей посёлка находятся территории учебно-опытного хозяйства «Сахарово».
22 сентября 2008 г. в поселке открылся музей генерал-фельдмаршала И. В. Гурко

## Население
Численность населения посёлка по данным переписи населения 2002 года составляла 3915 жителей, в том числе 1868 мужчин (47,7 %) и 2047 женщин (52,3 %).